# پروژه کونت

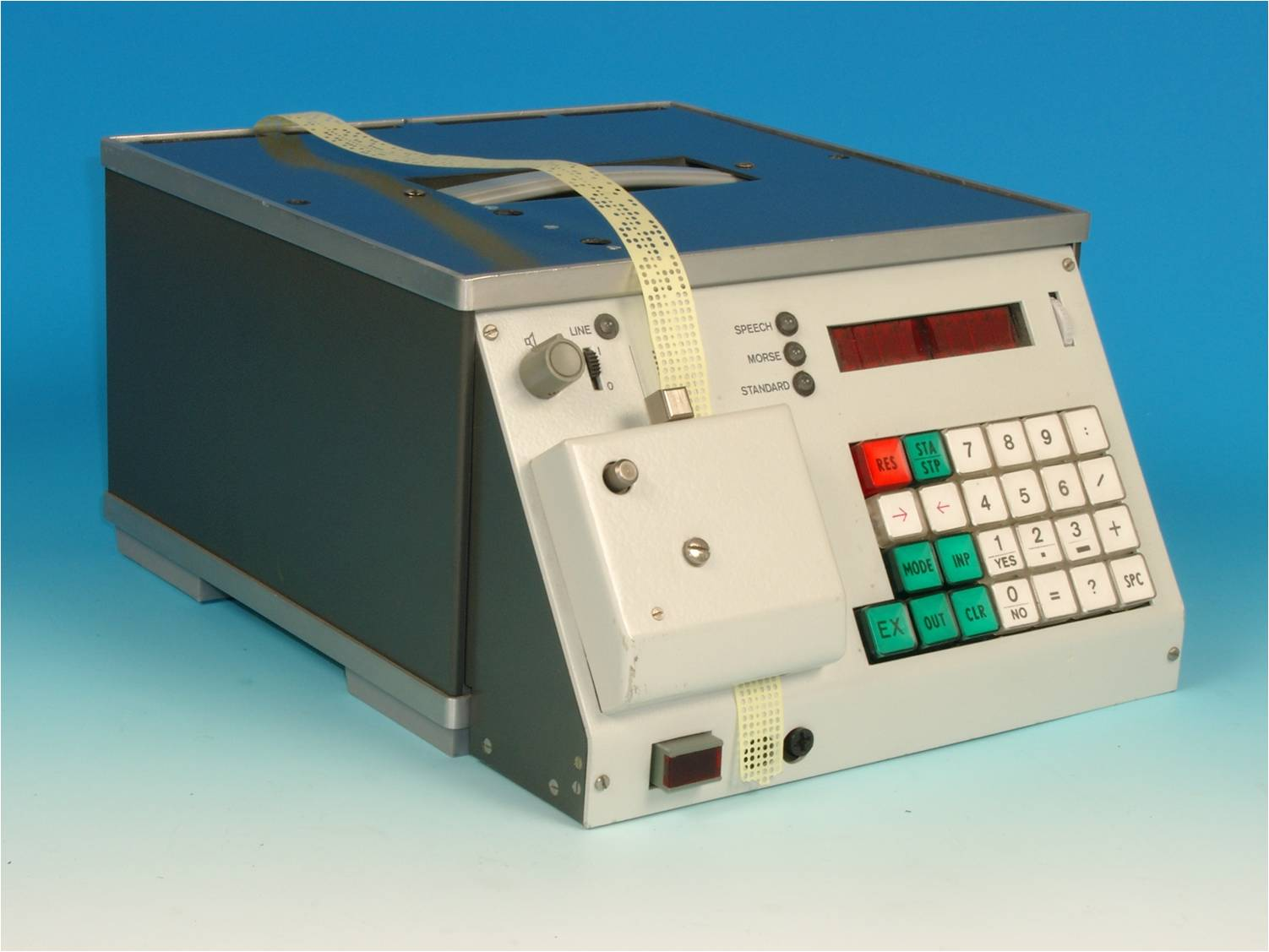
"Sprach-Morse-Generator" به معنای "مولد صدا-مورس" است و به دستگاهی اشاره دارد که قادر است به صورت خودکار و به کمک الگوریتم‌های خاص، یک پیام صوتی را به کد مورس تبدیل کرده و از طریق ارسال این کد به یک دستگاه دریافت کننده، پیام را بازسازی کند.
این دستگاه معمولاً در زمینه‌هایی مانند مخابرات، پزشکی و علوم فضایی مورد استفاده قرار می‌گیرد. به عنوان مثال، در مخابرات، از مولد صدا-مورس برای تبدیل صداهای تلفنی به کد مورس استفاده می‌شود که می‌تواند به عنوان یکی از روش‌های ارسال پیام‌های رمزگذاری شده مورد استفاده قرار گیرد.

پروژه کونت: ضبط ایستگاه‌های اعداد موج کوتاه (به انگلیسی: The Conet Project: Recordings of Shortwave Numbers Stations) یک مجموعه شامل چهار لوح فشرده ضبط‌شده از ایستگاه‌های اعداد است. ایستگاه‌های اعداد، ایستگاه‌های رادیویی موج کوتاه اسرارآمیزی هستند که سرچشمه‌ی آن‌ها مشخص نیست و باور بر این است که دستگاه‌های دولتی برای تماس با جاسوسان خود از آن‌ها استفاده می‌کنند. این مجموعه در سال ۱۹۹۷ میلادی بر پایه‌ی کارهای انجام‌شده‌ی یک علاقه‌مند به ایستگاه‌های اعداد به نام آکین فرناندز در انگلستان و با نام Irdial-Discs منتشر شد.
این پروژه که به صورت آزاد منتشر شده است در قالب mp3 و همراه با یک کتابچهٔ pdf به صورت رایگان از وبگاه Irdial-Discs قابل دریافت است.
نام این پروژه از یک شنوش اشتباه از واژه‌ی چکی کونک (به چکی: konec) گرفته شده که به معنای «پایان» بوده و در انتهای پیام‌های ایستگاه‌های اعداد چک‌زبان استفاده می‌شده است.